# 港鐵柴灣車廠
港鐵柴灣車廠（英語：MTR Chai Wan Depot）是港鐵港島綫的車廠，位於香港香港島東區柴灣盛泰道70號，於1985年5月31日啟用。車廠鄰近杏花邨站，上蓋為港鐵大型住宅項目杏花邨第1至第18座。柴灣車廠設有8條維修車坑和14條泊車軌道。

## 外部連結
- 香港鐵路大典上的相关条目：柴灣車廠